# Med (singolo)
Med è un singolo del cantautore russo Nikolaj Noskov, il secondo estratto dal settimo album in studio Bez nazvanija e pubblicato nel 2012.